# Tyberij Popowicz
Tyberij Ładysławowycz Popowicz (ukr. Тиберій Ладиславович Попович, ros. Тиберий Ладиславович Попович, Tiberij Ładisławowicz Popowicz, węg. Tibor Popovics; ur. 20 października 1930 w Mukaczewie, zm. 10 lutego 2008 tamże) – ukraiński piłkarz pochodzenia węgierskiego, grający na pozycji pomocnika lub obrońcy, trener piłkarski.

## Kariera piłkarska

### Kariera klubowa
Wychowanek Szkoły Piłkarskiej w Mukaczewie. Pierwszy trener – Karło Sabo. Karierę piłkarską rozpoczynał w Bilszowyku Mukaczewo, skąd w 1949 poszedł odbywać służbę wojskową w Dynamie Mukaczewo. W 1949 w składzie reprezentacji wojsk pogranicznych Ukrainy zwyciężył w meczu finałowym reprezentację Moskwy, po czym klub Dinamo Moskwa zaprosił go do siebie. Rozegrał niewiele meczów nieoficjalnych w moskiewskiej drużynie, a potem, według ugody pomiędzy dynamowskimi klubami Moskwy i Kijowa, przeszedł w 1951 do Dynama Kijów, w podstawowym składzie którego zadebiutował w 1952 roku. Z Dynamem zdobywał wicemistrzostwo i puchar ZSRR. W 1959 roku zdecydował się opuścić Dynamo i przejść do Kołhospnyka Równe, gdzie łączył funkcję piłkarza i trenera.

### Kariera reprezentacyjna
W latach 1954–1957 występował w drugiej reprezentacji ZSRR. Również w latach 1956–1959 bronił barw reprezentacji Ukraińskiej SRR.

## Kariera trenerska
Jeszcze będąc piłkarzem Kołhospnyka Równe najpierw pomagał trenować, a następnie już pracował na stanowisku głównego trenera zespołu. Prowadził takie zespoły jak Awanhard Tarnopol, Dunajeć Izmaił, Awanhard Dzierżyńsk, Azowec Żdanow, Torpedo Jejsk oraz Kołhospnyk Czerkasy. W latach 1970–1993 pracował na stanowisku kierownika oddziału, a następnie kształcąco-sportowego oddziału w Radzie Centralnej Dobrowolnego Towarzystwa Sportowego „Kołos” w Kijowie. W 1994 powrócił do rodzinnego Mukaczewa. 10 lutego 2008 zmarł w wieku 78 lat.

## Sukcesy i odznaczenia

### Sukcesy klubowe
- wicemistrz ZSRR: 1952
- zdobywca Pucharu ZSRR: 1954

### Odznaczenia
- tytuł Mistrza Sportu ZSRR.
- tytuł Zasłużonego Trenera Ukrainy.